# Orlik Tobacco
Orlik Tobacco Company A/S — датская табачная компания, занимающаяся производством трубочного и сигаретного табака, а также сигаретной бумаги. В настоящее время принадлежит датской компании Scandinavian Tobacco Group.

## История
Orlik Tobacco Company A/S была основана в 1990 году тремя датскими табачными компаниями: Assens Tobaksfabrik (осн. 1864), C. B. Møller (осн. 1844) и Scandinavian Tobacco Company (осн. 1961). Все три компании работали в течение нескольких поколений и постоянно приспосабливались к изменениям рынка. В 1993 году Orlik Tobacco купила Peter Stokkebye International, что позволило ей выйти на американский рынок. В 2000 году была приобретена компания Alfred & Christian Petersen, крупный экспортер трубочного табака. Широко известного и с большим диапазоном табака, включая серии My Own Blend и Danske Club.

## Деятельность
Orlik Tobacco Company является производителем многих известных марок табака, показывая свою силу и в традициях, и в отношениях в табачной промышленности.

### Сигаретные табаки
Серии:
- Bali Golden
- Crossroad
- Danske Club
- Escort

### Трубочные табаки
Серии:
- Ålsbo
- Caledonian
- Charatan
- Danish Mixture
- Danske Club
- Holland House
- My Own Blend
- Orlik
- Peter Stokkebye
- Sail
- Schippers
- Skandinavik
- Stanwell
- Troost
- W.O. Larsen